# Окуильцапотлан
Окуильцапотла́н (исп. Ocuiltzapotlán) — небольшой город в Мексике, в штате Табаско, входит в состав муниципалитета Сентро. Численность населения, по данным переписи 2020 года, составила 17 972 человека.

## Общие сведения
Название Ocuiltzapotlán с языка майя можно перевести как: место червивой саподиллы.
Первое упоминание о поселении относится к 1541 году, когда группа индейцев чонтали встречалась с представителями испанской короны. Среди них были два старейшины из Окуильцапотлана: Коат и Кускакоатль.
В 1579 году упоминается на одной из первых карт Табаско.
В 1979 году Конгрессом штата Окуильцапотлану был присвоен статус вильи.
Он расположен в 18 км севернее столицы штата, города Вильяэрмоса.

## Население
| Год  | Численность | Численность |
| ---- | ----------- | ----------- |
| 2000 | 15 824      | [ 7 ]       |
| 2005 | 14 799      | [ 8 ]       |
| 2010 | 18 312      | [ 9 ]       |
| 2020 | 17 972      | [ 10 ]      |